# Almens kvarn

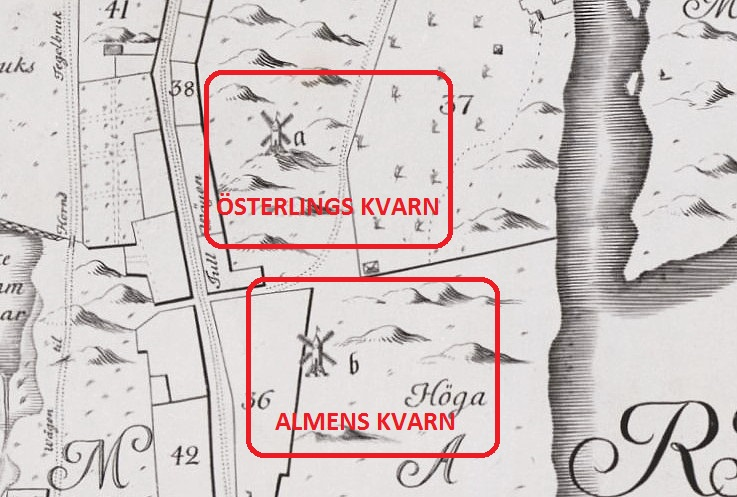
Almens och Österlings kvarnar på Tillaeus karta från 1733. Norr är till höger.

Almens kvarn (även Gubbhuskvarnen) var en väderkvarn på västra Södermalm i Stockholm. Kvarnen är känd från 1600-talet och stod kvar fram till 1890-talet. 
Cirka 200 meter längre väster om Almens kvarn låg fram till 1860-talet Österlings kvarn, som stod på Högalidsberget, ungefär där Högalidskyrkan återfinns idag.

## Almens kvarn
- Koordinater: 59°19′06″N 18°02′34″Ö / 59.31833°N 18.04278°Ö

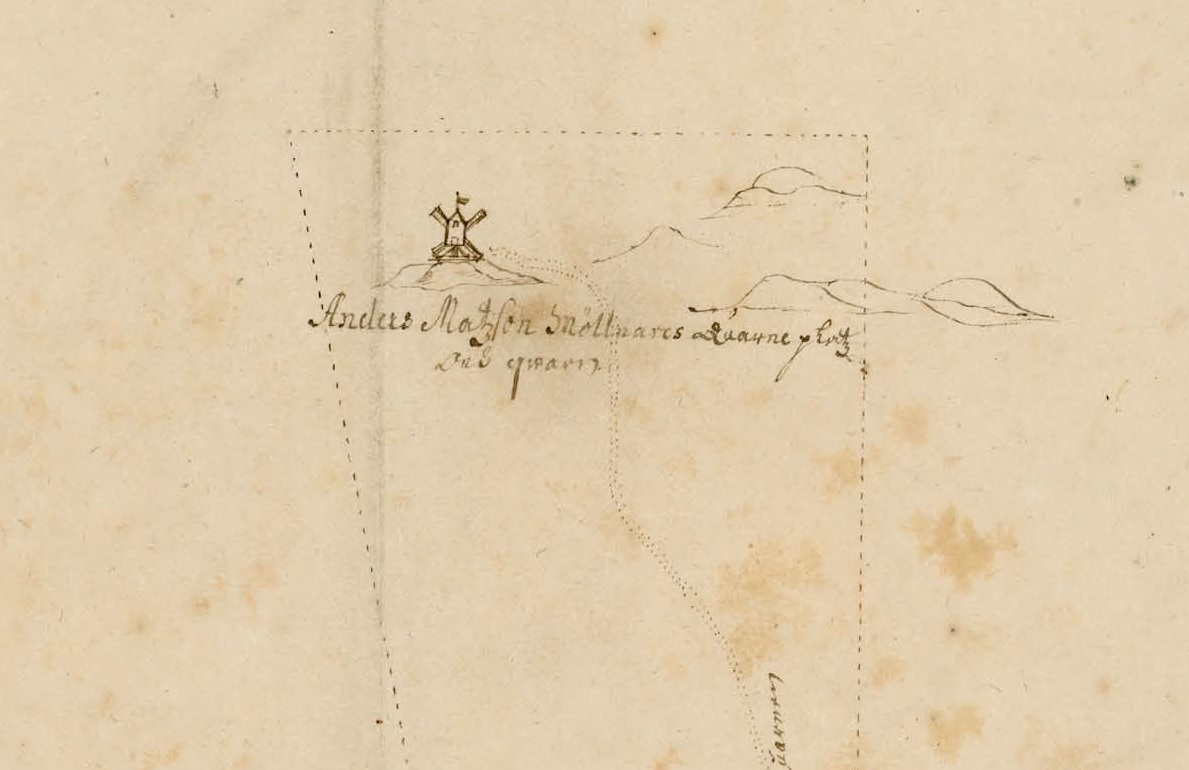
Matssons kvarn i Holms tomtbok, 1679.

Anledning till namnet ”Almens kvarn” är okänt, namnet ”Gubbhuskvarnen” däremot anknyter till Kristinehovs malmgård, kallad ”Gubbhuset”. Kvarnen stod strax öster om gården och norr om Gubbhusgatan (nuvarande Kristinehovsgatan) ungefär i kvarteret Gnejsen. På en tomtkarta från 1811 för Kristinehov är kvarntomten inritad. Ägare till denna stolpkvarn var vid 1670-talet mjölnaren Anders Matsson. Det framgår av Holms tomtbok från 1679. Matsson hade en långsmal tomt som sträckte sig från dåvarande ”Hoorns vägen” (en parallellgata till nuvarande Hornsgatan). Upp till det kala bergsområdet i norr ledde den numera försvunna Kvarnbacksgränden. Där låg Matssons ”qwarnplats och qwarn”.
Även på Petrus Tillaeus’ karta från 1733 syns Matssons kvarn. Hos Tillaeus heter den ”Almens qu:” (litt. b) vid ”Horns Tull Wägen”. Almens kvarn skall ha stått kvar framemot 1890-talet.

## Österlings kvarn
- Koordinater: 59°19′2.67″N 18°02′18.29″Ö / 59.3174083°N 18.0384139°Ö

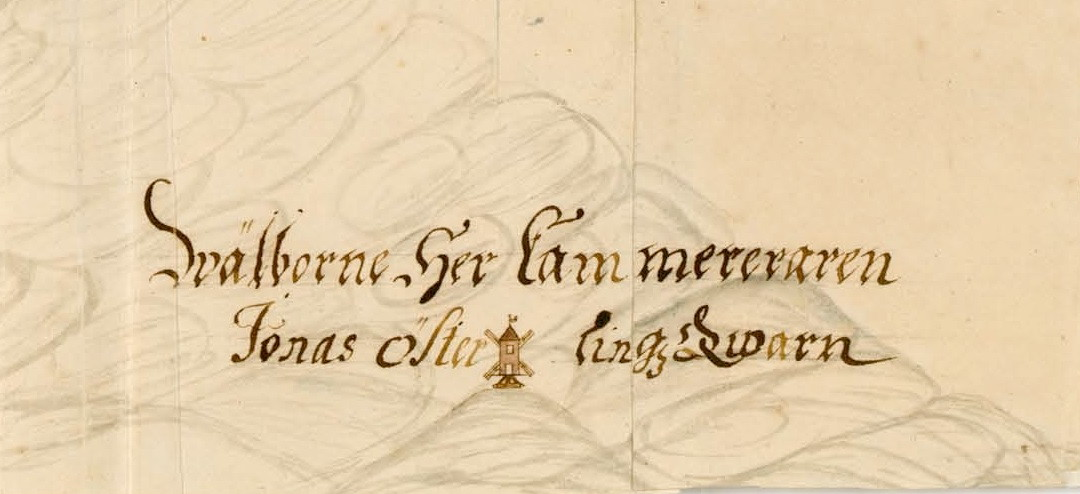
Österlings kvarn, Holms tomtbok 1679.

Österlings kvarn var också av stolptyp och hade sitt namn efter Jonas Österling som ägde den i mitten av 1600-talet. Österling var hovkamrerare samt chef på Tobakskompaniet och innehade den Österlingska tomten, som idag kallas Heleneborg, vid det närbelägna Pålsundet. Den  57.320 m²  stora tomten vid Pålsundet förvärvade han på 1660-talet.  I den Holmska tomtboken från 1679 står antecknat, att där ”mestadels haver varit berg och oländig mark”. Tomtboken visar även ”Wälborne Her kammereraren Jonas Österlings Qwarn” söder om och utanför sin stora tomt.
Enligt en bevarad specifikation för utförda byggmästararbeten åt Österling framgår kostnader för bland annat vingar, kugghjulsarmar och kvarnsten. Österling arrenderade från år 1675 ut kvarnen till Jöran Jöransson för 300 daler kopparmynt om året. År 1847 uppfördes en ny kvarn på samma ställe. Den stod kvar på berget ända in på 1870-talet och syns på en illustration visande A.W. Friestedts Tekno-Kemiska Fabrik. Mellan 1916 och 1923 byggdes på platsen Högalidskyrkan efter ritningar av arkitekt Ivar Tengbom.